# Oldenlandia lanceolata
Oldenlandia lanceolata är en måreväxtart som beskrevs av William Grant Craib. Oldenlandia lanceolata ingår i släktet Oldenlandia och familjen måreväxter.
Artens utbredningsområde är Thailand. Inga underarter finns listade i Catalogue of Life.